# Sorbus milensis
Sorbus milensis är en rosväxtart som beskrevs av M.Lep. Sorbus milensis ingår i släktet oxlar, och familjen rosväxter. Inga underarter finns listade i Catalogue of Life.

## Bildgalleri

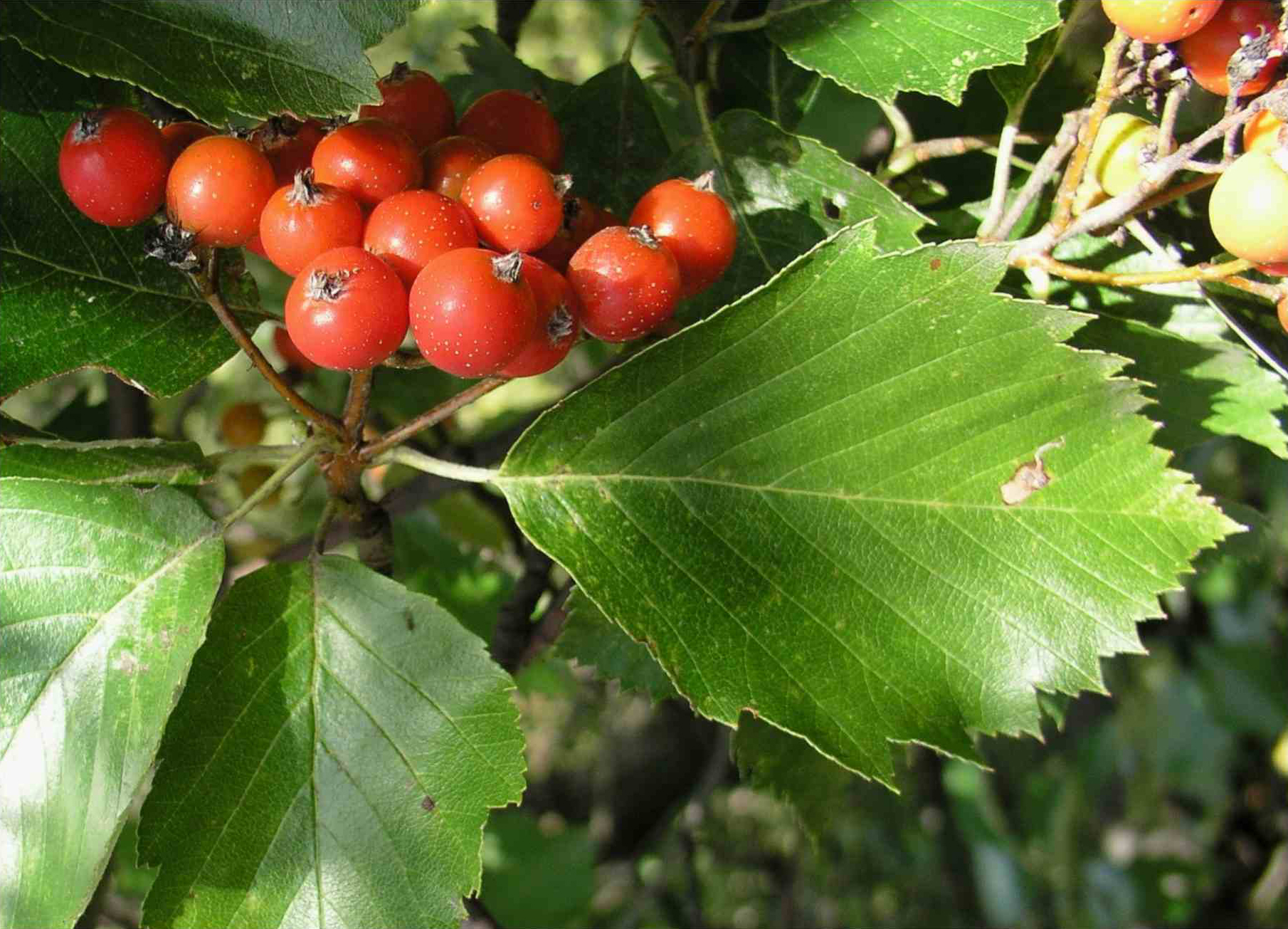